# Rabo-branco-do-bico-grande
O rabo-branco-do-bico-grande (nome científico: Phaethornis malaris) é uma espécie de ave endêmica da América do Sul da família dos troquilídeos (beija-flores). Pode ser encontrado na Bolívia, Brasil, Colômbia, Equador, Guiana Francesa, Peru, Suriname e Venezuela. Os seus habitats naturais são: florestas subtropicais ou tropicais húmidas de baixa altitude.

## Taxonomia e sistemática
A taxonomia do rabo-branco-do-bico-grande é confusa. O que são agora o rabo-branco-de-bico-comprido (P. longirostris) e o rabo-branco-de-bigodes (P. superciliosus) foram considerados coespecíficos e incluíam muitas subespécies que agora são atribuídas ao rabo-branco-do-bico-grande. Um tratamento taxonômico satisfatório de todo o grupo P. longirostris / P. superciliosus / P. malaris ainda está faltando de acordo com alguns ornitólogos neotropicais.
Estas seis subespécies de rabo-branco-do-bico-grande são geralmente reconhecidas:
- P. m. malaris Nordmann (1835))
- P. m. insolitus Zimmer (1950))
- P. m. moorei Lawrence (1858))
- P. m. ochraceiventris Hellmayr (1907))
- P. m. bolivianus Gould (1861))
- P. m. margarettae Ruschi (1972))

A subespécie P. m. margarettae às vezes é tratada como uma espécie separada, o "rabo-branco-de-margaretta" (P. margarettae), e P. m. ochraceiventris também foi considerado para classificação de espécies. Pelo menos duas outras populações dentro das subespécies existentes foram sugeridas como subespécies adicionais.

## Descrição
O rabo-branco-do-bico-grande tem comprimento que varia de 13 a 17,5 centímetros (5,1 a 6,9 polegadas). Os machos pesam de 4,5 a 10 gramas (0,16 a 0,35 onças) e as fêmeas de 4 a 8 gramas (0,14 a 0,28 onças). A subespécie nominal é a maior. Tem partes superiores marrom-esverdeadas e partes inferiores acastanhadas a acinzentadas. Suas coberturas superiores da cauda têm faixas ocre escuras e claras e as penas centrais da cauda são longas com pontas brancas longas. Tem um bico longo e curvo, sendo o da fêmea mais curto mas mais curvo que o do macho. P. m. insolitus é menor que o nominal, mas de outra forma semelhante. P. m. moorei tem partes inferiores mais pálidas, mais cinzentas do que a nominal. P. m. bolivianus e P.m. margarettae são as menores subespécies. O primeiro tem garganta e peito castanho-escuros e barriga laranja-ocre; P. m. margarettae é muito semelhante ao bolivianus, mas tem partes inferiores mais pálidas. P. m. ochraceiventris tem peito e barriga laranja brilhante.

## Distribuição e habitat
As subespécies de rabo-branco-do-bico-grande são encontradas assim:
- P. m. malaris: Suriname, Guiana Francesa e centro-norte do estado do Amapá;
- P. m. insolitus: Colômbia Oriental, sul da Venezuela e a porção noroeste do estado de Amazonas;
- P. m. moorei: Colômbia Oriental e Meridional através do leste do Equador ao nordeste do Peru até tão longe quanto o rio Maranhão;
- P. m. ochraceiventris: nordeste do Peru ao sul do Maranhão e oeste do Brasil ao sul do rio Amazonas até o rio Madeira;
- P. m. bolivianus: sudeste do Peru ao centro da Bolívia e no oeste do Brasil entre os rios Madeira e Tapajós;
- P. m. margarettae: litoral do Brasil do sul de Pernambuco ao Espírito Santo;

A subespécie habita o sub-bosque de uma variedade de paisagens de floresta tropical, incluindo terra firme, sopé e floresta tropical de maior altitude; floresta de transição; floresta secundária; e arbustos de bambu. P. m. ochraceiventris também é encontrado na floresta de igapó. Na maioria das áreas é encontrado abaixo de 600 metros (2 000 pés) de elevação, mas ocorre até 1 500 metros (4 900 pés) na Colômbia e 2 400 metros (7 900 pés) na Bolívia.

## Comportamento
O rabo-branco-do-bico-grande é um alimentador de "armadilha" como outros beija-flores, visitando um circuito de uma variedade de plantas com flores para obter néctar. Exemplos incluem helicônia e Pitcairnia. Também consome pequenos artrópodes. As estações de reprodução variam em toda a sua extensão, por exemplo, pelo menos de agosto a dezembro na Guiana Francesa, junho a setembro na Bolívia e junho a novembro no Peru. Como a maioria dos beija-flores, constrói um ninho em forma de cone de fibras vegetais e teia de aranha suspensa na parte inferior de uma folha caída. O tamanho da ninhada é de dois ovos. A canção do eremita de bico-grande é geralmente "uma série contínua de notas bissílabas ascendentes e descendentes" que difere um pouco entre as subespécies. Também faz "um skweep agudo!", geralmente durante o voo.

## Situação
O rabo-branco-do-bico-grande foi avaliado na Lista Vermelha da União Internacional para a Conservação da Natureza (IUCN / UICN) como sendo de menor preocupação, embora seu tamanho populacional não seja conhecido e acredita-se que esteja diminuindo. No entanto, "[subespécies] margarettae, limitadas às florestas remanescentes no [leste] do Brasil, podem ser ameaçadas por mais destruição de habitat." Em 2018, foi classificado como pouco preocupante na Lista Vermelha do Livro Vermelho da Fauna Brasileira Ameaçada de Extinção do Instituto Chico Mendes de Conservação da Biodiversidade (ICMBio).